# Język manusela
Język manusela, także: sou upaa, wahinama, wahai, upa’a – język austronezyjski używany w prowincji Moluki na wschodzie Indonezji. Według danych szacunkowych z 1989 r. posługuje się nim 7 tys. osób. Jest to główny język ludu Manusela.
Jego użytkownicy zamieszkują 30 wsi na wyspie Seram. Wyodrębniono cztery dialekty: kanikeh, hatuolu, maneo, manusela południowy. Blisko spokrewniony huaulu (300 użytkowników) również bywa uważany za dialekt manusela. Określenie „Manusela” wzięło się od nazwy jednej z wsi.
J.T. Collins (1983, 1986) powiązał go z językiem nuaulu. Według autorów analizy leksykostatystycznej z 1989 r. tworzy wspólną grupę z językami seti, benggoi i salas gunung.
W użyciu są również języki indonezyjski i malajski amboński. Odnotowano, że wśród społeczności Maneo zaczął być wypierany przez lokalny malajski. Jeszcze pod koniec lat 70. XX w. lud Manusela był stosunkowo odizolowany od wpływów zewnętrznych, zachowując swój język i tradycyjny styl życia. W latach 80. stwierdzono, że w niektórych miejscowościach używane są również inne języki (teluti, sawai).
Pewne wczesne informacje gramatyczne nt. tego języka ukazały się w 1931 r. Dostępne są również dwie listy słownictwa (opublikowane w 1981 r.). W XXI w. sporządzono krótki opis jego gramatyki i słownictwa (2012) .